# Lacs de Nère
Pour les articles homonymes, voir Lac Nère.
Les lacs de Nère sont des lacs des Pyrénées, sur la commune de Loudenvielle dans les Hautes-Pyrénées en région Occitanie.
Ils sont situés sous le pic de Hourgade au nord est de ce dernier.

## Toponymie
En occitan, nère  signifie noir .

Il ne doit pas être confondu avec les nombreux lac Nère ou lac Noir des Pyrénées, et notamment avec le lac Nère de la vallée du Marcadau.

## Géographie

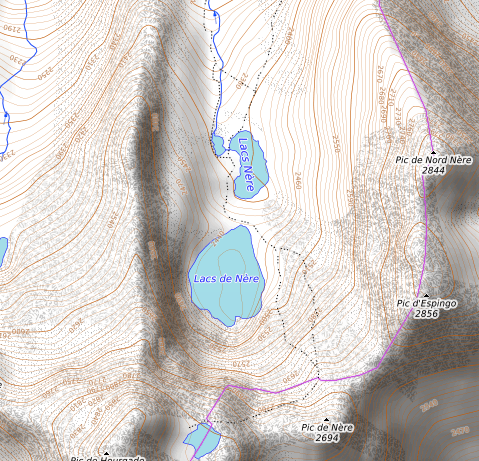
Carte topographique des lacs de Nère.

Administrativement, il se trouve dans le territoire communal de Loudenvielle, dans le département des Hautes-Pyrénées, en région Occitanie

### Topographie
|                                | Pic de Brudaillet (2 194 m) |                                                    |
| Pic de Belle Sayette (2 812 m) | lacs de Nère                | Pic de Nord Nère (2 844 m) Pic d'Espingo (2 856 m) |
|                                | Pic d'Arrouge (2 925 m)     | Pic Nère (2 844 m)                                 |

## Description
Les lacs de Nère sont composés de 2 lacs, le lac inférieur et le lac supérieur :
- Le lac inférieur est à une altitude de 2 386 m et a une superficie de 2.2 hectares.
- Le lac supérieur est à une altitude de 2 430 m et a une superficie de 6.7 hectares.

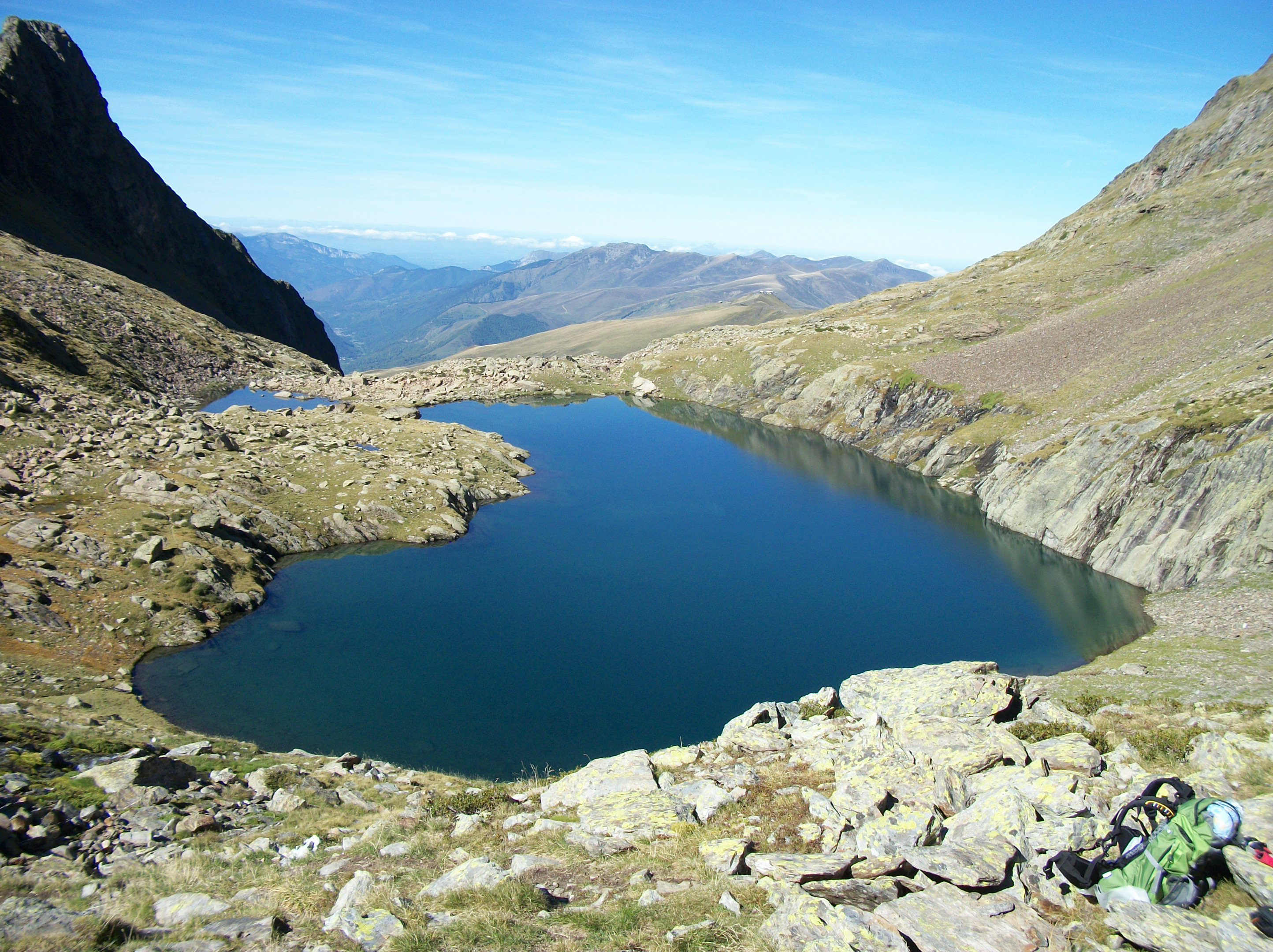
Lac inférieur de Nère
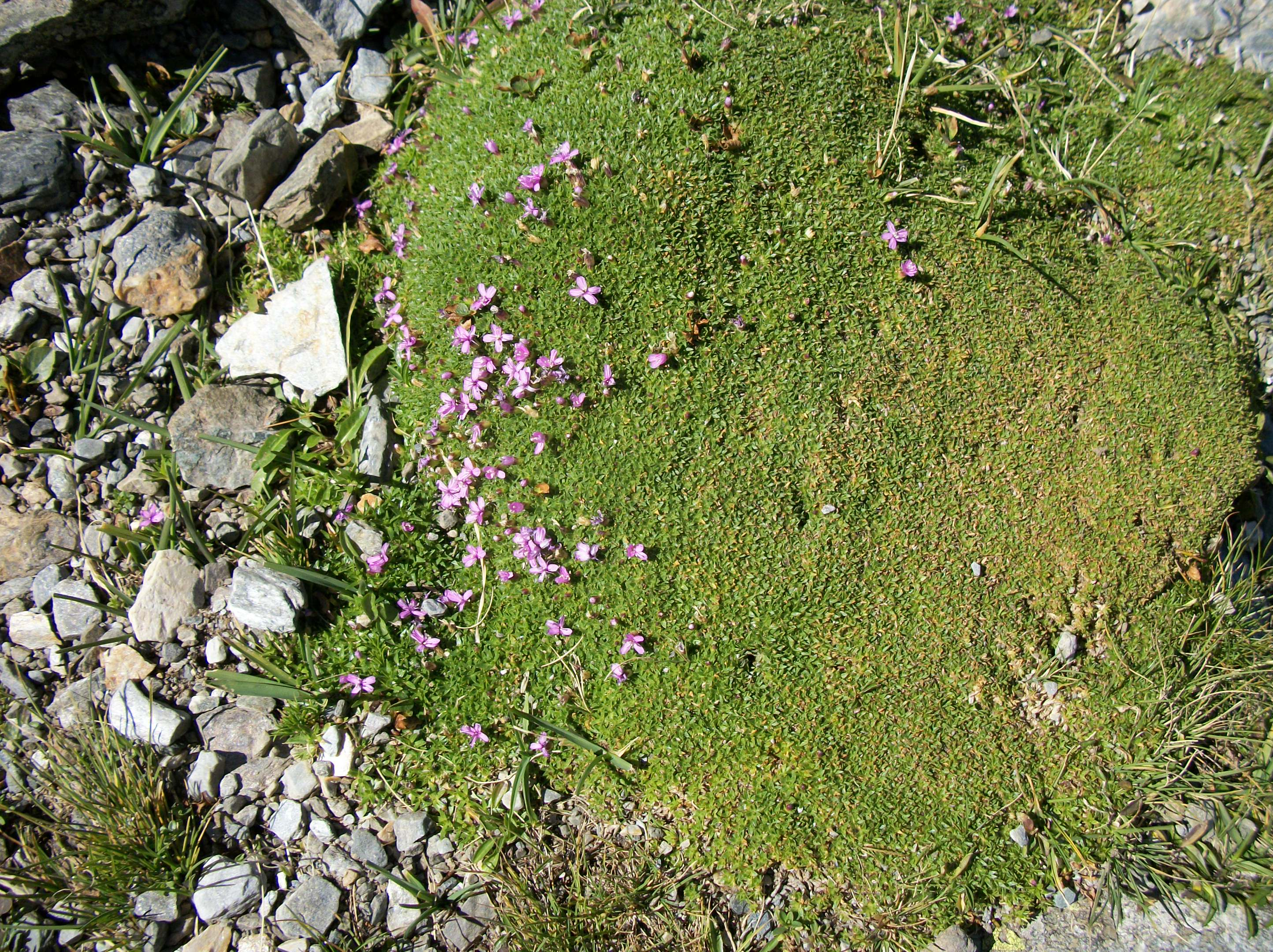
Plantes et fleurs au bord du ruisseau de Néré

## Protection environnementale
Les lacs de Nère font partie de la zone répertoriée en ZNIEFF de type 1 « Pic de Hourgade, Lacs de Nère, Montagne d'Ourtiga, Val d'Aube » d'une superficie de 688 hectares.

## Randonnée
Au départ des Granges d'Astau, il faut descendre sur 300 mètres et traverser la Neste d'Oô par un pont, le chemin continue sur une pente gazonnée puis traverse une forêt pour arriver au Val d'Esquierry, puis il faut grimper jusqu'au Couret d'Esquierry (2131 m), ce chemin fait partie du GR 10, et prendre le sentier à gauche sur un versant raide qui contourne le Pic Nord de Nère par la droite avec des passages rocheux nécessitant un peu d'escalade, le chemin continue au milieu des rochers et rejoint le Vallon de Nère puis les lacs de Nère. Les sentiers sont régulièrement marqués par des cairns,.